# すみれいこ
すみれいこ（1970年1月10日 - ）は、日本の女性漫画家。岩手県出身。

## 概要
廣済堂出版がかつて発行していた4コマ漫画誌『まんが笑アップ』で1993年にデビュー。以後、ぶんか社の『みこすり半劇場』、『みこすり半劇場別館』などのソフトエッチ系4コマ誌や竹書房の『まんがライフ』、『まんがライフオリジナル』などのファミリー向け4コマ誌にて執筆活動をしていた。2010年現在は、竹書房の『まんがライフ』にて『だってヤンママ』が連載されている。またぶんか社などの実話系4コマ誌に時折ゲストとして掲載されることもある。
4コマ漫画が中心で、少女漫画を思わせるようなキャラクターを描いている。その一方で、暴走族やヤンキーなどの不良言葉がせりふとして飛び交うシーンを登場させたり、男心をくすぐるような好色ギャグ漫画を描いたりもしている。

## 人物
SMAPのファンらしく、『だってヤンママ』にそのグループ名が登場する。他にも、B'zやWANDSのファンでもあるらしく、そのバンドの曲にちなんだタイトルの作品を発表している。
過去に発行された雑誌で、漫画家のプロフィール紹介の場面において生まれた年を｢ほっといてくれ年｣といったようにアピールしたことがあった。
『だってヤンママ』柱コメントのお題が「心のヒーロー」の時には、『魔境伝説アクロバンチ』のヒロ・蘭堂を挙げていた。

## 作品
単行本として発行された作品のみ掲載。
- 裸足の女神達（ぶんか社) 全1巻
- 受付のマリちゃん（ぶんか社）全2巻
- 恋せよ乙女 (竹書房) 全2巻
  - 新・恋せよ乙女（竹書房）全1巻
- だってヤンママ（竹書房）既刊4巻
- ときめきヘアサロンマチャ君の仕事事情!（竹書房）全1巻